# Kickstart (Linux)
El método de instalación Kickstart de Red Hat es usado principalmente (pero no de forma exclusiva) por el sistema operativo Red Hat Enterprise Linux para realizar la instalación desatendida y la configuración del sistema operativo de forma automática. Red Hat publicó la herramienta Cobbler para automatizar el proceso de configuración de Kickstart.

## Uso
Kickstart normalmente es usado en sitios con muchos sistemas Linux, para permitir una instalación fácil y una configuración consistente de los nuevos sistemas.
Los archivos de configuración de Kickstart pueden ser construidos de tres maneras:
1. A mano.
2. Usando la herramienta con interfaz gráfica system-config-kickstart.
3. Usando Anaconda, el programa de instalación estándar de Red Hat.

Anaconda producirá el archivo de configuración anaconda-ks.cfg al final de cualquier instalación manual. Este archivo puede ser usado para reproducir automáticamente la misma instalación o editarlo (manualmente o con system-config-kickstart).

## Estructura
Un archivo Kickstart contiene una serie de opciones, que serán pasadas al instalador Anaconda, que describen como configurar el sistema. También puede incluir scripts personalizados para ser ejecutados antes o después de la instalación.
Una instalación Kickstart sigue los siguientes cuatro pasos:
1. La máquina es arrancada desde un CD/DVD, una memoria USB o desde una red usando PXE y los protocolos de red Dynamic Host Configuration Protocol y Trivial File Transfer Protocol.
2. El archivo Kickstart se coge del medio de arranque o se descarga de la red (lo más común).
3. Se lanza automáticamente una instalación con Anaconda que lee el archivo Kickstart y obtiene la ruta del árbol de instalación. El árbol puede estar en el medio de arranque o en la red.
4. Después de acceder al árbol de instalación, el instalador intenta una instalación desatendida. Si alguna información requerida no se encuentra en el archivo Kickstart, o el archivo está configurado incorrectamente, el instalador puede preguntar al usuario por información adicional.